# Baumgärtner
Baumgärtner ist ein Familienname.
Eine alternative Schreibweise ist Baumgaertner.
Es handelt sich um eine mit dem Suffix -er gebildete Ableitung des Namens „Baumgarten“.
Die häufigsten Vorkommen des Namens liegen im Süden Deutschlands.

## Herkunft und Bedeutung
- Dieser Familienname konnte ursprünglich jemanden bezeichnen, der am Obstbaumgarten wohnte, einen solchen besaß bzw. als Obstgärtner tätig war. Der Name kann seinen Ursprung auch in einer Berufsbezeichnung im Sinne von Waldbauer haben.
- Möglich ist auch das Vorliegen eines Herkunftsnamens zu den von Norddeutschland bis Österreich äußerst häufigen Ortsnamen „Baumgarten“.

## Namensträger

### A
- Alexej Baumgärtner (* 1988), deutscher Eisschnellläufer
- Alfons Baumgärtner (1904–1976), deutscher Geistlicher und Caritasfunktionär
- Alfred Clemens Baumgärtner (1928–2009), deutscher Literaturwissenschaftler und Schriftsteller
- Alphons Baumgärtner (1848–1925), deutscher Geistlicher, Verwaltungsjurist und Politiker, MdL Sachsen
- Anton Baumgärtner (1815–1871), deutscher Lehrer und Heimatforscher

### C
- Carina Baumgärtner (* 1990), deutsche Trampolinturnerin
- Carl Baumgärtner (1790–1847), deutscher Amtmann und Abgeordneter des badischen Landtags

### F
- Florian Baumgärtner (* 1995), deutscher Handballspieler
- Franz Baumgärtner (1929–2020), deutscher Chemiker

- Friedrich Baumgärtner (Politiker) (1823–1881), württembergischer Landtagsabgeordneter
- Friedrich Gotthelf Baumgärtner (1759–1843), deutscher Jurist, Verleger und Schriftsteller
- Fritz Baumgärtner (1897–1957), deutscher Politiker

### G
- Georg August Baumgärtner (Pseudonyme: Georg Agi und August Georges; 1869–1936), deutscher Redakteur und Schriftsteller
- Gottlob Baumgärtner (1871–1926), württembergischer Landtagsabgeordneter

### H
- Heiner Baumgärtner (1891–1960), deutscher Maler
- Heinrich Baumgärtner (Mediziner) (1798–1886), deutscher Mediziner, Hochschullehrer und Schriftsteller
- Heinrich Baumgärtner (Maler) (1819–1864), deutscher Maler und Graphiker

### I
- Ingrid Baumgärtner (* 1957), deutsche Historikerin

### J
- Johannes Baumgärtner (* 1948), deutscher Bildhauer und Medailleur
- Jürgen Baumgärtner (* 1973), deutscher Politiker (CSU)
- Julius Baumgärtner (1837–1913), deutscher Mediziner

### K
- Karl Heinrich Baumgärtner (1798–1886), deutscher Mediziner
- Klaus Baumgärtner (1931–2003), deutscher Germanist

### L
- Lúcio Ignácio Baumgaertner (1931–2023), brasilianischer Geistlicher, Erzbischof von Cascavel

### M
- Marion Baumgärtner (* 1978), deutsche Leichtathletin
- Moritz Baumgärtner (* 1985), deutscher Jazzmusiker

### P
- Peter Baumgärtner (* 1958), deutscher Jazz-Schlagzeuger

### S
- Sabine Baumgärtner (1929–2018), deutsche Kunsthistorikerin
- Stefan Baumgärtner (* 1968), deutscher Nachhaltigkeitsökonom

### U
- Ulrich Baumgärtner (Historiker) (* 1957), deutscher Historiker
- Ulrich Baumgärtner (* 1960), deutscher Arzt und Sanitätsoffizier (Generaloberstabsarzt)

### W
- Walter Baumgärtner, deutscher Politiker, Oberbürgermeister von Backnang
- Willy Baumgärtner (1890–1953), deutscher Fußballspieler
- Wolfgang Baumgärtner (* 1952), deutscher Tiermediziner, Pathologe und Hochschullehrer